# Kinderopvang (Vlaanderen)

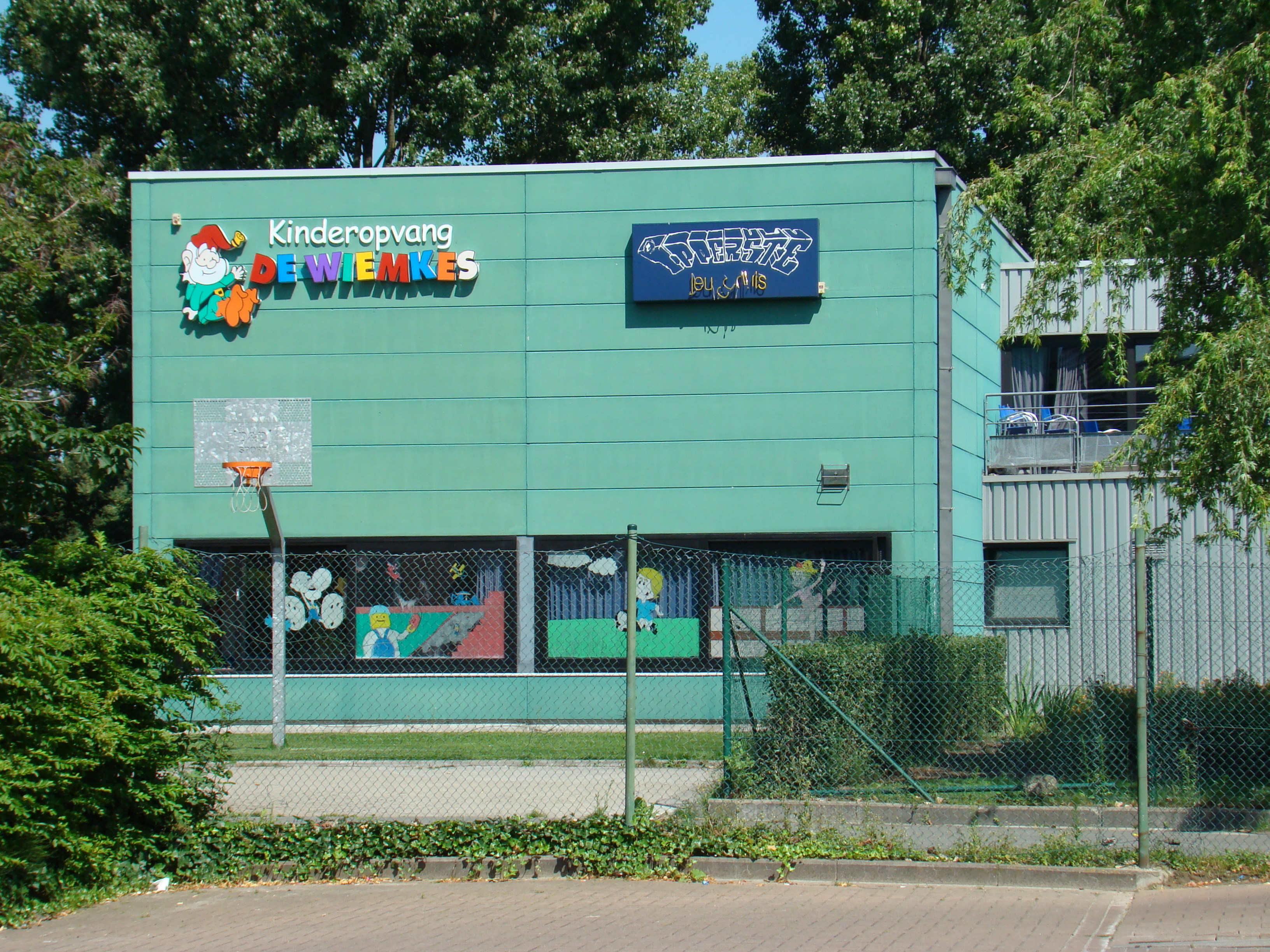
Kinderopvang "DE WIEMKES" in Oostrozebeke

Kinderopvang is een verzamelterm voor verschillende mogelijkheden om kinderen op te vangen, op het moment dat deze bijvoorbeeld niet naar school gaan en hun ouders niet thuis zijn. Met kinderopvang worden in het spraakgebruik met name de formele vormen van opvang aangeduid, opvang waarvoor betaald moet worden. De informele vormen (gratis opvang door opa, oma of buurvrouw) vallen er meestal buiten.
De kwaliteit van de kinderopvang in Vlaanderen wordt door de overheid gecontroleerd. Opstellen van erkenningsnormen en toezicht erop worden gecoördineerd door Kind en Gezin. Zowel naar veiligheid, hygiëne als naar aantal en vorming van de begeleid(st)ers gelden minimumeisen. Ook privé-onthaalouders moeten minimum kwaliteit leveren, in ruil voor een beperkt sociaal statuut.

Als ouders gebruikmaken van deze erkende opvang, kunnen zij de kosten voor kinderopvang aftrekken van het belastbaar inkomen.
In 2022 kwamen mistoestanden aan het licht: de overheidscontrole in de kinderopvang bleek onvoldoende. Hierop richtte het Vlaams Parlement een onderzoekscommissie op en nam minister Wouter Beke ontslag.